# 樊炳文
樊炳文（？—？），清朝官員。

## 生平
樊炳文於1863年（同治2年）接替郭志緯，任臺灣府淡水廳艋舺縣丞一職，是大臺北地區的地方父母官。